# ماريو مونتي
ماريو مونتي (بالإيطالية: Mario Monti)‏ (19 مارس 1943 -)، اقتصادي وسياسي إيطالي، يتولى رئاسة الحكومة الإيطالية من 16 نوفمبر 2011  بعد أن كلف برئاستها في 13 نوفمبر 2011  ليخلف سيلفيو برلسكوني بالمنصب، كما إنه يتولى منصب وزير الاقتصاد والمالية بذات الحكومة.

## عن حياته
درس الإدارة والاقتصاد في جامعة بوكوني في ميلانو، ثم أكمل تعليمه في جامعة ييل في الولايات المتحدة. وفي عام 1970 بدأ العمل كمدرس في جامعة تورينو، وفي عام 1985 أصبح أستاذًا في «الاقتصاد السياسي» في جامعة بوكوني، وتولى فيها مناصب مدير معهد الاقتصاد السياسي وعميدًا الجامعة، ومنذ عام 1994 وهو يتولى رئاستها. وقد شغل بين عامي 1995 و1999 منصب المفوض الأوروبي للسوق الداخلية في المفوضية الأوروبية، وبين عامي 1999 و2004 شغل منصب المفوض الأوروبي للمنافسة.
وفي 13 نوفمبر من عام 2011 كلفه الرئيس جورجو نابوليتانو برئاسة الحكومة خلفًا لحكومة سيلفيو برلسكوني والتي استقالت بسبب الأزمة المالية التي تواجهها إيطاليا وأيضًا فقدانها للأغلبية في البرلمان. وقد شكل الحكومة بيوم 16 نوفمبر، واحتفظ فيها لنفسه بحقيبة الاقتصاد والمالية بالإضافة لرئاستها.

## روابط خارجية
- ماريو مونتي على موقع الموسوعة البريطانية (الإنجليزية)
- ماريو مونتي على موقع مونزينجر (الألمانية)
- ماريو مونتي على موقع إن إن دي بي (الإنجليزية)